# Dr. Sin
Dr. Sin (pronuncia-se Doctor Sin) é uma banda de hard rock brasileira formada em São Paulo, em 1991, tendo em sua formação atual o vocalista e baixista Andria Busic, seu irmão e baterista Ivan Busic, e o guitarrista Thiago Melo.

## Biografia

#### Início e sucesso
A história da banda começa com os irmãos Andria e Ivan Busic formando suas primeiras bandas, Platina (1984) e Cherokee (1988), respectivamente. Nessa época, o guitarrista Edu Ardanuy já fazia jams com os Busics eventualmente nos bares de São Paulo.
Em 1989, tocam como banda de apoio na gravação do disco solo do recém saído guitarrista da banda Radio Taxi Wander Taffo. Dois anos depois, é formada a banda Taffo, agora não mais como um solo de Wander Taffo, mas sim como uma banda. Gravam o CD Rosa Branca. Como convidado, Andria sai em turnê com a banda Ultraje a Rigor.
Os Busic juntam-se definitivamente a Eduardo Ardanuy, que já havia tocado em bandas como Anjos da Noite e A Chave do Sol. Tornam-se a banda de apoio do vocalista Supla (ex-Tokyo). Após um disco e alguns shows, o trio decidiu que era hora de investir na própria carreira. Já com o nome de Dr. Sin, viajam aos Estados Unidos para distribuir e divulgar seu trabalho, agendando até algumas apresentações. O primeiro show da banda foi dia 11 de janeiro de 92 no Black Jack, em São Paulo. Em fevereiro e março eles fazem 3 shows em Nova Iorque, nos EUA, e em maio abrem para o Ian Gillan (Deep Purple) em São Paulo.
Em 1992, assinam um contrato com a multinacional Warner Music, que apostou no grupo, mesmo sem terem nenhum material.
No começo de 1993, no festival Hollywood Rock, o Dr. Sin toca na mesma noite de bandas como Nirvana, Alice in Chains e L7. Abrem também para o Pantera e neste mesmo ano, a Warner lança o álbum Dr. Sin em 9 países, obtendo ótima repercussão. A faixa "Emotional Catastrophe" obteve grande sucesso nas paradas musicais, veiculação de clipes na MTV, e acabou virando parte da trilha sonora do seriado brasileiro da TV Cultura chamado Confissões de Adolescente. "You Stole My Heart" e "Scream & Shout", dois vídeos produzidos em seguida, não obtiveram o mesmo êxito. O disco de estreia é lançado dia 23 de outubro de 1993.
Em 1994, participam de inúmeros festivais, tais como o M2000 Summer Concerts, que foi um Festival realizado nas cidades de Porto Alegre, Florianópolis e Santos, onde dividiram palco com bandas como Mr. Big, The Lemonheads e Rollins Band, e a primeira edição brasileira do Monsters of Rock, junto com Slayer, Black Sabbath e Kiss. Em julho, a banda é headliner no Olympia, em São Paulo.
Em 1995, a banda ganha um especial de 11 minutos na MTV Americana, com narração da história da banda e imagens da gravação do primeiro disco, clipes, e shows nos EUA e no Brasil. Brutal chega no mesmo ano, lançado no Japão sob o título de Silent Scream. A produção dessa vez ficou a cargo da própria banda. Neste álbum, é possível sentir uma grande evolução no som da banda, mais pesada e coesa do que o trabalho anterior. Participa do álbum o tecladista Marcelo Souss (que havia tocado com os irmãos Busic na época da banda Taffo), que também fez shows durante a turnê de divulgação do disco. É gravado também um clip da faixa "Down in the Trenches". Em outubro desse ano, fazem o show de abertura do grupo norte-americano Bon Jovi, na pista de atletismo do Ibirapuera, em São Paulo.
Em 1996, o sucesso os fez entrarem em uma nova maratona de abertura de shows: Joe Satriani (Olympia em São Paulo), Steve Vai e AC/DC. Andria e Ivan Busic participaram de uma campanha para arrecadar fundos para a CACCC, que ajuda crianças com câncer. O vídeo foi gravado semelhante a campanha de Michael Jackson nos anos 1980, chamada USA for Africa. Participaram do vídeo também outros artistas, como Fábio Junior, Elba Ramalho, Sergio Reis, Jair Rodrigues, Jair Oliveira, Luciana Mello e outros. Em julho a banda participa do programa de Jô Soares.
Em Insinity, de 1997, o trio volta aos Estados Unidos para gravar nos estúdios de Michael Vescera (ex-Yngwie Malmsteen). Vescera co-produz o disco, e participa na faixa "No Rules". Jonathan Mover (ex-baterista de Joe Satriani, Alice Cooper, Saigon Kick, Einstein) fez uma participação especial na música "Insomnia". Silvio Luiz, locutor esportivo brasileiro, colabora com uma irreverente participação na música Futebol, Mulher e Rock n' Roll, usando os jargões “futebolísticos” que o tornaram popular. Esta música, junto de "Emotional Catastrophe" se torna um dos grandes hits da banda. Mais uma vez os teclados foram gravados por Marcelo Souss. Em setembro desse ano, a banda faz show de abertura em 3 apresentações do Dream Theater no Brasil: dois shows em Santo André (dias 11 e 12, no Aramaçan) e um show no Rio de Janeiro (dia 15, no Imperator). Em novembro, se apresentam no festival Skol Rock, com estrelas como Bruce Dickinson, Scorpions e Dio.
Em 1997, durante a turnê do album Insinity, o tecladista e amigo da banda Joey Gross Brown toca em alguns shows, a parceria deu tão certo que pouco tempo depois ele já estava tocando como músico convidado fixo, ficou na banda de 97 até 2002.
Em abril de 1998, a banda toca em Curitiba, abrindo para o Quiet Riot. Em maio, a banda abre 3 shows para o guitarrista sueco Yngwie Malmsteen, e nesse mesmo ano, lançam um álbum de sua apresentação chamado Live in Brazil. Malmsteen gostou tanto da abertura do show, que incluiu em sua versão japonesa um EP contendo quatro faixas do Dr. Sin ao vivo.
Em 2000, Vescera torna-se integrante definitivo da banda e passa a dividir os vocais com Andria. Em quarteto, gravam o quarto álbum autointitulado, Dr. Sin II. Numa atitude até então inédita no Brasil, a banda lança este álbum encartado numa revista com a história e a trajetória da banda. Essa versão só podia ser adquirida em bancas de jornal. O álbum foi recebido pelos fãs e pela crítica em geral com estardalhaço e admiração, pois Vescera e seu timbre encaixam-se perfeitamente nas composições do grupo. Conta também com as participações do guitarrista brasileiro Sérgio Buss (Steve Vai, Tritone), Jason Himmelberger e Joey Gross Brown nos teclados e Roland Grapow (ex-Helloween). A música "Time After Time" ainda foi trilha sonora das corridas de Fórmula Truck no Brasil, que era transmitido na época pela RedeTV!.
Em meados de 2001, o vocalista Mike Vescera decide sair da banda por causa da distância, ele morava nos EUA e estava difícil ficar vindo ao Brasil constantemente. No final de 2002 outra mudança, o tecladista Joey Gross Brown sai e dá lugar a Rodrigo Simão que é oficializado como tecladista convidado fixo.
Em Dez Anos ao Vivo, lançado no final de 2003, agora pela gravadora Paradoxx Music, voltam novamente em formato de trio. Gravado em maio de 2002 no SESC Ipiranga em São Paulo, traz a participação especial de André Matos na canção "Fire". Marco Sergio no charango, Marco Cesar na percussão e os tecladistas Joey Gross Brown e Marcelo Souss são os músicos de apoio.
Em 2005, foi lançado o álbum Listen to the Doctors, com gravações cover de músicas clássicos do rock. Todas as faixas trazem no título a palavra “Dr.”, como o cover da banda Kiss "Calling Dr.Love" e "Dr. Feelgood" da banda Mötley Crüe.
Em março de 2006, a banda faz shows com o Shaman.
Após quase dois anos promovendo o CD de covers, em 2007, o Dr. Sin lança o seu novo trabalho, Bravo. O álbum foi primeiro lugar de vendas pela gravadora e se mantém como um dos mais vendidos. Este disco conta com a faixa "Think it Over" que foi trilha sonora da novela Amor e Intrigas, e tem participação especial de Hudson Cadorini da dupla Edson & Hudson, tocando o solo de guitarra.
Em 2008, a banda Shining Star grava uma versão da música "Karma", tornando-se assim o primeiro registro oficial de uma versão por outra banda. Logo após, a cantora Twiggy incluiu a sua versão da música "You Stole my Heart" do primeiro disco do Dr. Sin em seu primeiro CD, que continha versões de vários outros artistas nacionais e internacionais, como Rita Lee, Cazuza, Erasmo Carlos, LS Jack, George Harrison, Leoni, além de algumas composições próprias em parceria com Andria Busic, Ivan Busic, Edu Ardanuy, Liah e Rodrigo Leal. Neste mesmo ano, a banda foi convidada para fazer parte de um tributo oficial de comemoração aos 40 anos do álbum Branco, dos Beatles. É a segunda vez que o Dr. Sin gravava um cover dos Beatles. Chamas da Vida, novela da Rede Record, contou como trilha sonora a música "Fire" e "Full Throttle", dos álbuns Brutal e Bravo, respectivamente. Era a terceira vez que o Dr. Sin foi trilha sonora de novela, e segunda pela Record.
Em 2009, no dia 7 de abril, o Dr. Sin abriu o show da banda norte-americana Kiss, na Arena Anhembi, para um público de mais de 40 mil pessoas. A banda tocou diversos de seus clássicos, além de músicas do CD Bravo.
Em 2010, os irmãos Busic inauguram seu próprio estúdio de gravação, o SONATA 84, que fica na capital de São Paulo. Passam a fazer grandes produções e iniciam as gravações do novo álbum do Dr. Sin.
Em 2011, a banda anuncia o lançamento de seu novo CD, Animal. No dia 21 de julho, disponibilizam para download em seu site, uma nova música chamada "May the Force Be with You", homenagem ao clássico filme Star Wars, cujo download é permitido após cadastro no site. No mesmo mês, a banda participa da trilha sonora do filme brasileiro Assalto ao Banco Central, de Marcos Paulo. No mesmo ano, a banda se apresentou ao lado da Banda Sinfônica do Estado de São Paulo na Sala São Paulo, e fizeram várias versões de clássicos do Rock chamando grande atenção de público e mídia, o que os tornou matéria de vários programas de televisão. O projeto Rock Sinfônico foi um sucesso e com várias apresentações marcadas.
Em 2013, entram em estúdio para gravar seu próximo álbum, chamado Intactus. Em julho do mesmo ano, a banda disponibilizou sua discografia completa no iTunes. Em 19 de setembro desse ano, a banda se apresentou no Palco Sunset do Rock in Rio V, com a banda República e Roy Z. Em 20 de outubro, se apresentam no Monsters of Rock com participações do guitarrista Demian Tiguez e do cantor Edu Falaschi, abrindo para Queensryche, Whitesnake e Aerosmith. Em seguida, embarcam para um turnê de 3 semanas nos EUA.
Em março de 2014, participaram como principal banda do navio Motorcycle Rock Cruise, junto com Paul Di'Anno.
Em 2015, Dr. Sin inicia a tour do novo CD “Intactus” inteiramente gravado e produzido por Andria Busic no Studio 154, lançado pela Unimar Music e The Voice Music. Em 21 de junho desse ano, a banda se apresenta na 11ª edição da Virada Cultural de São Paulo.

#### Dr. Sin's Help
Em 2007, o Dr. Sin iniciou uma campanha solidária, chamada de Dr. Sin's Help. O evento funcionou da seguinte maneira, foi vendida uma rifa à R$5,00, concorrendo a uma "E2 - Eduardo Ardanuy Signature", gentilmente doada pela Tagima Brasil autografada por todos os membros da banda. A primeira instituição a ser ajudada, foi a CAMACC, uma entidade não governamental, sem fins lucrativos que constantemente passa por dificuldades para manter a rotina diária de assistência e atendimentos às crianças com câncer no globo ocular.
Em 2012, mais uma vez no Manifesto Bar em São Paulo, Dr. Sin realizou o II Dr. Sin's Help. A entidade beneficiada foi a Casa do Caminho de Araxá (MG). Desta vez participaram do evento os músicos Edu Falaschi, Danniel Costa, Nando Fernandes, Ricardo Confessori, Demian Tiguez, Felipe Andreoli, Ricardo Cassal, Rafael Bittencourt, Vivi Keller, Lucas Lima Taffo, Helcio Aguirra (Golpe de Estado), Marco Bavini, Michel Leme (Sangue) e Carlini cantando e tocando músicas do Dr. Sin.

#### Anúncio do fim e tour de despedida
Em agosto de 2015, a banda anunciou em sua página no Facebook que encerraria suas atividades, agradecendo a todos os fãs pelo apoio recebido durante os 23 anos de trabalho.
A turnê de despedida iniciou-se no dia 2 de outubro de 2015 e terminou no dia 20 de março de 2016, com show realizado na cidade de Campinas.

#### Um fim e um recomeço
Em março de 2016, o Dr. Sin havia encerrado suas atividades. Andria e Ivan formaram um novo projeto, a banda BUSIC.
No entanto, em outubro de 2018, os irmãos Andria e Ivan Busic retomam as atividades do Dr. Sin, agora com o guitarrista convidado Thiago Melo, que participou e venceu anteriormente a seleção com mais de 200 guitarristas para a banda Busic.
O single "Lost in Space", que faz parte do novo CD "Back Home Again", foi lançado em todas as plataformas digitais no dia 19 de outubro de 2018.
Em agosto de 2019, Dr. Sin assina com a gravadora italiana Valéry Records, que distribuirá o novo CD "Back Home Again" na Europa, América e Ásia através da Audioglobe. Em novembro de 2019, o lançamento e distribuição do novo álbum "Back Home Again" ficam a cargo do selo da revista especializada Roadie Crew.
Em 13 de março de 2020, é lançado o clipe para a faixa “Breakout”.
Em fevereiro de 2021, é lançado o videoclipe para a música “27”, com direção e roteiro de Drico Mello, fotografia de Ricardo Pelissari e edição e finalização de André Rocha. A música, como o título sugere, é uma alusão aos artistas famosos que faleceram aos 27 anos. Em 29 de maio de 2021, é lançado o single inédito “Never Go Down”, com produção musical de Rodrigo Oliveira e Andria Busic e videoclipe registrado por Du Firmo, com edição de Rodrigo Barth.
Em 23 e 24 de julho de 2021, em comemoração aos 30 anos de banda, realizam dois shows especiais no Teatro J. Safra, em São Paulo, que contam com a participação especial de Edu Ardanuy.
Em 2023, Dr. Sin lança o primeiro CD e DVD acústico da carreira, Dr. Sin Acústico, gravado no Teatro J. Safra e que contou com Marco Bavini (voz, violão, violão barítono, dobro e viola caipira) como quarto elemento da banda, além das participações especiais de Edu Ardanuy, Rafael Bittencourt, a pianista Juliana D'Agostini e a orquestra de cordas do maestro Bartolomeu Vaz.

## Integrantes

#### Formação atual
- Andria Busic – voz principal, baixo (1991–presente)
- Ivan Busic – bateria, vocal de apoio (1991–presente)
- Thiago Melo – guitarra (2018–presente)

#### Ex-integrantes
- Michael Vescera – voz principal, teclados (2000–2001)
- Marcelo Souss – teclados (1995–1997)
- Joey Gross Brown – teclados (1997–2002)
- Rodrigo Simão – teclados (2002–2012)
- Edu Ardanuy – guitarra (1991–2016)

## Discografia

#### Álbuns de estúdio
- (1993) Dr. Sin
- (1995) Brutal
- (1997) Insinity
- (2000) Dr. Sin II
- (2005) Listen to the Doctors
- (2007) Bravo
- (2009) Original Sin
- (2012) Animal
- (2015) Intactus
- (2019) Back Home Again

#### Álbuns ao vivo
- (1999) Alive
- (2003) Dr. Sin 10 Anos ao Vivo (CD, DVD)
- (2023) Dr. Sin Acústico (CD, DVD)

#### Trilhas sonoras
- (1994) Confissões de Adolescente - "Emotional Catastrophe" (Dr. Sin, 1993)
- (2007) Amor e Intrigas - "Think it Over" (Bravo, 2007)
- (2008) Chamas da Vida - "Fire" (Brutal, 1995) e "Full Throttle" (Bravo, 2007)
- (2011) Assalto ao Banco Central - "Think it Over" (Bravo, 2007)
- (2014) Vitória - "Cry For Love"